# Логвиненко, Александр Титович
Александр Титович Логвине́нко (1903—2000) — советский учёный в области химии и технологии переработки минерального сырья.

## Биография
Родился 9 (22 октября) 1903 года в Иркутской губернии. Трудовую деятельность начал в возрасте 8 лет на стекольном заводе. Окончил вечернюю школу. В 18 лет вступил в ВКП(б).
Участник гражданской войны на Дальнем Востоке, освобождал Верхне-Спасск и Нижне-Спасск, демобилизован после серьезного ранения под Казакевичевом.
Окончил химический факультет ТТИ в 1930 году, продолжил обучение в аспирантуре на кафедре силикатов. В 1939—1941 годах — заведовал кафедрой технологии силикатов, был деканом химико-технологического факультета. Кандидат химических наук, доцент. Вёл научную работу по химической технологии силикатов.
В годы Великой Отечественной войны был избран секретарем Новосибирского обкома партии по химической промышленности, затем назначен заместителем секретаря Кемеровского обкома. С 1944 года, с организацией Западно-Сибирского филиала АН СССР, становится заместителем председателя Филиала.
С 1951 по 1976 год — директор Института химии твердого тела и механохимии СО АН СССР. Доктор технических наук (1972).
Умер 6 апреля 2000 года. Похоронен на Заельцовском кладбище Новосибирска.

## Награды и премии
- орден Ленина
- орден Октябрьской революции
- орден Трудового Красного Знамени
- два орден «Знак Почёта» (12.12.1940, «в ознаменование 40-летнего юбилея Томского индустриального института имени С. М. Кирова, за выдающиеся заслуги в деле подготовки высококвалифицированных инженерных кадров»; …)
- медали
- Сталинская премия третьей степени (1951) — за разработку нового метода получения металла.

## Научные интересы
Фундаментальные результаты в области химии вяжущих материалов — цементных и зольных. Вёл работы по утилизации зол бурых углей. Участник разработки промышленной технологии производства лития из сподуменового концентрата, технология была внедрена в производство на построенном Красноярском химико-металлургическом заводе, в середине 1950-х годов вышедшем на проектную мощность.

## Известные адреса

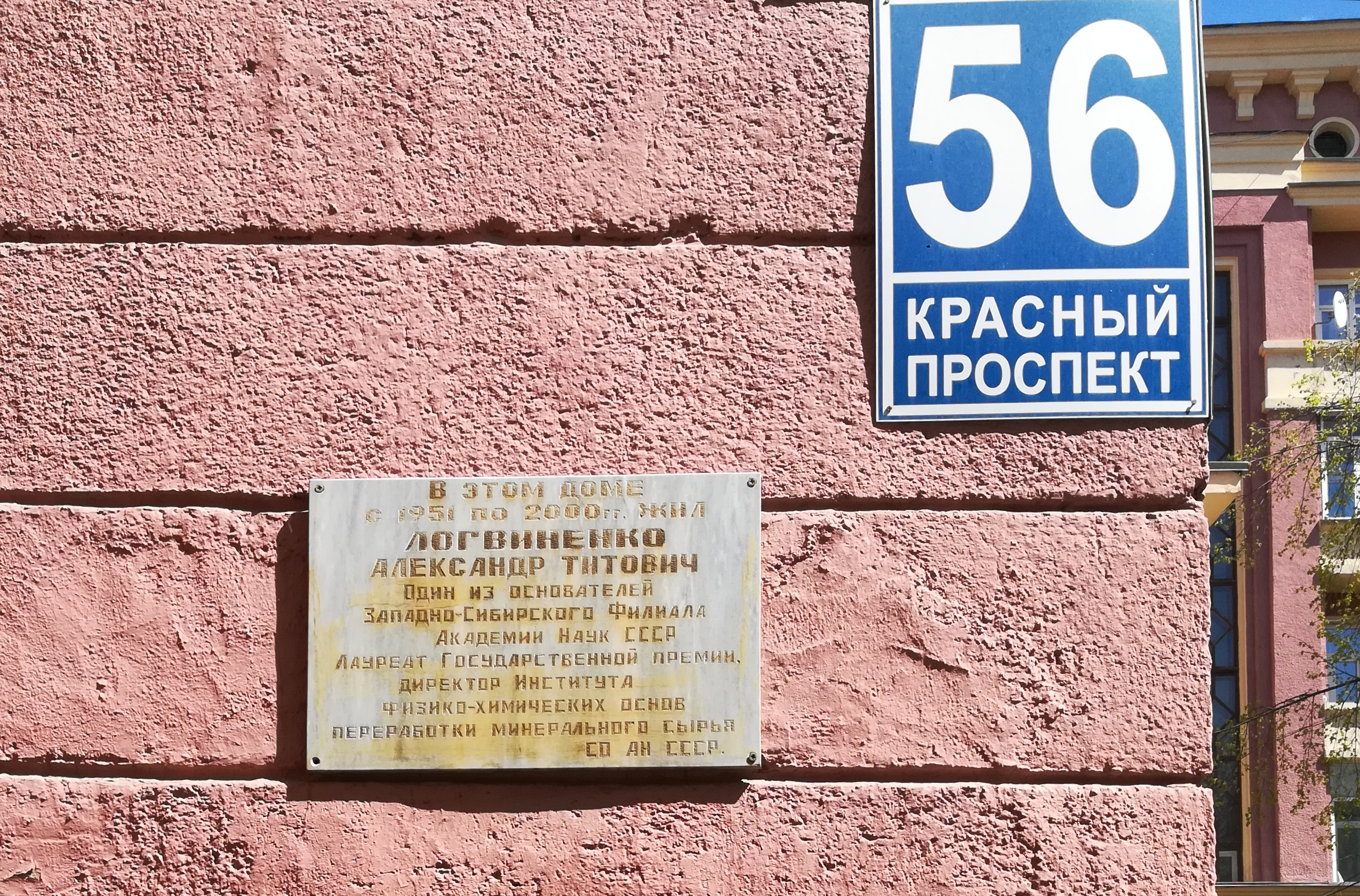

Жил в Новосибирске в д. 56 на Красном проспекте с 1951 по 2000 год. В память об учёном на здании установлена мемориальная доска.